# Commission nationale de contrôle des prix et de l'énergie (Lituanie)
La Commission nationale de contrôle des prix et de l'énergie  (Lituanien Valstybinė kainų ir energetikos kontrolės komisija) est l'organisme lituanien chargé de la régulation du secteur de l'énergie.
Ces tâches consistent en :
- validation de la méthodologie et des procédures appliquées lors de la fixation des prix régulés ;
- contrôle de l'application effective des tarifs régulés ;
- validation des coûts des connexions énergétiques ;
- approbation du prix d'achat des énergies renouvelables ;
- attribution des licences aux différents opérateurs du marché de l'énergie ;
- contrôle des activités des opérateurs.